# Colpix Records
Ne doit pas être confondu avec Nikon Coolpix.
Colpix, est un label discographique indépendant basé à New York, initialement le premier label de Columbia Pictures et Screen Gems. Le nom de Colpix est un mot-valise qui mêle Columbia (Col) et Pictures (Pix); il est déposé par le compositeur et chef d'orchestre Stu Phillips en 1958 qui reste à la tête de l'entreprise jusqu'en 1966. Lester Sill (en) en prend alors la direction après avoir rompu avec Philles Records et son partenaire Phil Spector.
Parmi les artistes du label on peut citer:
- Duane Eddy
- Lou Christie
- James Darren
- Paul Petersen
- Shelley Fabares
- The Marcels (en)
- Nina Simone
- Pete Terrace